# Dungeon Defenders
Dungeon Defenders je multiplayerová videohra vyvinutá společností Trendy Entertainment, která kombinuje žánry tower defense a akční RPG. Hra se odehrává ve fantasy prostředí, kde hráč ovládá mladé učně kouzelníků a bojovníků ve snaze ubránit krystaly proti hordám monster. Hra má i místní kampaň pro čtyři hráče na jedné obrazovce. Ve hře jsou 4 hratelné třídy: Mage (mág), Warrior (válečník), Hunter (lovec) a Monk (mnich).

## Hratelnost
Dungeon Defenders je směs žánrů tower defense, RPG a akční adventury, kde 1 až 4 hráči spolupracují v ochraně jednoho nebo více krystalů před zničením jednotlivými vlnami nepřátel (např. skřeti, orci, permoníci, zlobři, okřídlení ještěři...). Poslední vlna zahrnuje bitvu s bossem.

## Pokračování
Dungeon Defenders II vyšla na PC přes digitální distribuci Steamu v předběžném přístupu v roce 2014. Konzolové verze vyšly v roce 2015 [PS4] a 2017 [XONE].
Dungeon Defenders II opustila předběžný přístup v roce 2017.